# Osiek (Brodnica)
Osiek è un comune rurale polacco del distretto di Brodnica, nel voivodato della Cuiavia-Pomerania.
Ricopre una superficie di 75,12 km² e nel 2006 contava 4 048 abitanti.